# Scott Lowell
Scott Lowell (naix el 22 de febrer de 1965 a Denver, Colorado) és un actor estatunidenc conegut especialment pel seu paper de Theodore 'Ted' Schmidt a la sèrie Queer as Folk. Va estudiar a la universitat de Connecticut.

## Filmografia
- To Live and Die In Dixie (2008) (Para amar y morir en Dixie) — Detective Bryant
- Trapped Ashes (2006) (Culos Atrapados) (en producció) — Henry
- Queer as Folk — Theodore 'Ted' Schmidt
- Rendez-View — Guest Host
- On the Edge (2001/II) (Al filo) (TV) — Charlie
- Damned If You Do (2000) — Xic gràciós
- Ladies Room L.A. (2000) — Dan
- Va fer un xicotet paper a la sèrie de televisió Fraiser.
- També va aparèixer com a ell mateix, al programa d'entrevistes de Larry King Larry King Live (quasi quan el càsting de Queer as Folk estava realitzant-se.

Lowell ha aparegut en diferents curts com Opus 27.